# Municipio de Washington (condado de Sharp)
El municipio de Washington (en inglés: Washington Township) es un municipio ubicado en el condado de Sharp en el estado estadounidense de Arkansas. En el año 2010 tenía una población de 221 habitantes y una densidad poblacional de 4,56 personas por km².

## Geografía
El municipio de Washington se encuentra ubicado en las coordenadas 36°2′10″N 91°32′34″O / 36.03611, -91.54278. Según la Oficina del Censo de los Estados Unidos, el municipio tiene una superficie total de 48.46 km², de la cual 48,46 km² corresponden a tierra firme y (0 %) 0 km² es agua.

## Demografía
Según el censo de 2010, había 221 personas residiendo en el municipio de Washington. La densidad de población era de 4,56 hab./km². De los 221 habitantes, el municipio de Washington estaba compuesto por el 81,9 % blancos, el 14,48 % eran afroamericanos, el 0,45 % eran amerindios y el 3,17 % eran de una mezcla de razas. Del total de la población el 0,9 % eran hispanos o latinos de cualquier raza.